# Udar przysadki
Udar przysadki – choroba ośrodkowego układu nerwowego polegająca na zawale lub krwawieniu do przysadki mózgowej, często związanymi z obecnym gruczolakiem przysadki.

## Epidemiologia
Udar przysadki jest zaliczany do chorób rzadkich. Częstość występowania jest szacowana na około 6 przypadków na 100 tys. osób, a zapadalność na 0,17/100 000 osobolat. Występuje najczęściej w piątej i szóstej dekadzie życia, częściej u mężczyzn, rzadko u dzieci i nastolatków.

## Etiopatogeneza

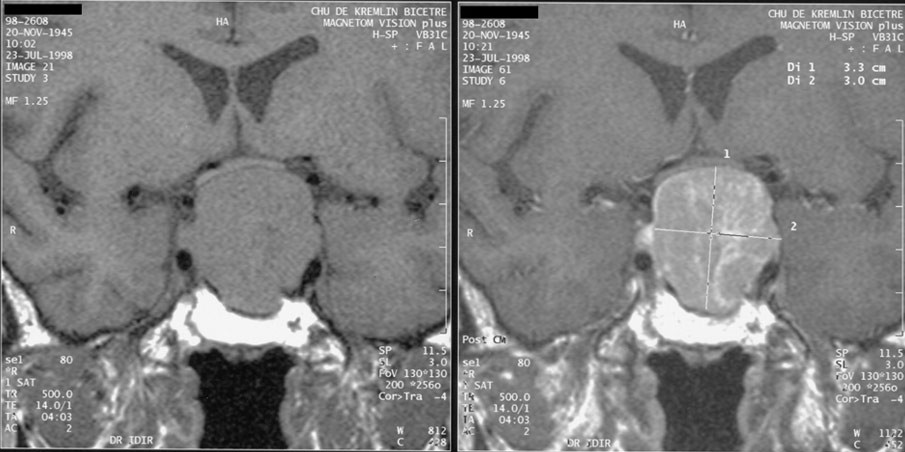
Obraz RM ukazujący gruczolaka, najważniejszą przyczynę udaru przysadki

Najczęściej choroba występuje pod postacią krwotoku do gruczolaka przysadki. Gruczolaki z powodu obfitego unaczynienia są bardziej skłonne do krwawienia. Największe ryzyko dotyczy guzów wydzielających ACTH, choć najczęściej udarowi ulegają gruczolaki nieczynne hormonalnie. W przypadku udaru przysadki z obecnym guzem istnieją dwie teorie opisujące jego patogenezę. Pierwsza zakłada, że gruczolak odcina dopływ krwi do niej, tym samym wywołując uszkodzenie. Druga podaje, że przyczyną jest nowotwór rozrastający się w ciasnej przestrzeni między lejkiem a przeponą siodła, który uciska cienką sieć naczyniową. Guz z powodu wypełnienia krwią może gwałtownie się powiększyć, co niekiedy prowadzi do uciśnięcia skrzyżowania wzrokowego, a czasami nawet uszkodzenia siodła tureckiego. Patogeneza udaru przysadki bez gruczolaka nie jest znana – przypuszcza się, że biorą w niej udział czynniki zewnętrzne, na przykład choroby ogólnoustrojowe lub leki.

### Czynniki ryzyka
Niektóre z opisanych czynników ryzyka udaru przysadki to:
- choroby współistniejące (nadciśnienie tętnicze, cukrzyca, niedokrwistość sierpowatokrwinkowa)
- zabiegi operacyjne[17] (szczególnie operacje kardiochirurgiczne)
- ciąża – powiększenie przysadki w jej trakcie usposabia do udaru
- uraz głowy
- leki (agonisty receptorów dopaminowych[18], chemioterapia, leki przeciwzakrzepowe[11], insulina, testy z użyciem kortykoliberyny, gonadoliberyny i tyreoliberyny),
- inne (wstrząs, ukąszenie przez węża).

## Objawy i przebieg
Objawy pojawiają się od kilku godzin do dwóch dni po udarze. Najczęściej występują nagły, silny ból głowy w okolicy czoła lub za oczami oraz ostre zaburzenia widzenia (a w skrajnych przypadkach nawet ślepota). Mogą wystąpić także nudności, wymioty i zaburzenia świadomości (wskutek wzrostu ciśnienia śródczaszkowego), podrażnienie opon mózgowo-rdzeniowych wywołujące objawy oponowe, oftalmoplegia oraz diplopia (wskutek krwotoku do zatoki jamistej), gorączka i ostra niedoczynność przysadki (prowadząca czasami do niedoczynności nadnerczy z hipoglikemią i hipotensją). W przypadku udaru krwotocznego przysadki ciężkość objawów zależy od nasilenia krwotoku, przebieg może być bardzo ciężki, jeśli doprowadzi on do krwawienia podpajęczynówkowego lub dokomorowego. Zdarza się, że zawał prowadzi do zniszczenia gruczolaka i jego samowyleczenia; w takim przypadku ustępują objawy nadczynności przysadki.

## Rozpoznanie
Rozpoznanie udaru przysadki jest trudne, gdyż większość pacjentów nie ma wcześniejszego rozpoznania gruczolaka. Główne choroby, z którymi należy go różnicować to bakteryjne zapalenie opon mózgowo-rdzeniowych, krwotok podpajęczynówkowy, udar śródmózgowia, migrena oraz zakrzepica zatoki jamistej.

### Badania obrazowe

#### Zdjęcie rentgenowskie
Zdjęcie rentgenowskie czaszki może ukazać powiększenie dołu przysadkowego oraz jego erozję. Rzadko występuje złamanie grzbietu siodła, co uznawane jest za objaw charakterystyczny udaru. Brak widocznych zmian nie wyklucza rozpoznania.

#### Tomografia komputerowa
W ciągu pierwszych trzech dni udaru przysadka oraz okolice powyżej niej są hiperdensyjne na obrazach bez kontrastu, co utrudnia różnicowanie z tętniakiem okołoprzysadkowym (w rozróżnianiu czulsze jest MRI). Po pewnym czasie hiperdensyjność zanika, a TK zmniejsza swoją czułość w rozpoznawaniu udaru, wówczas udar może być trudny do odróżnienia od ropnia lub torbieli.

#### Obrazowanie metodą rezonansu magnetycznego
Przez pierwszy tydzień od wystąpienia udar daje izointensywny sygnał w sekwencji T1-zależnych oraz hipointensywny w T2-zależnych; wystąpienie pogrubienia błony śluzowej zatoki klinowej w ciągu kilku pierwszych godzin sugeruje rozpoznanie choroby. Od 7 dnia dochodzi do zwiększania intensywności sygnału przysadki w obrazach T1-zależnych, a w czasie kolejnego tygodnia w obu sekwencjach.

## Leczenie
Leczenie udaru przysadki polega na podawaniu glikokortykosteroidów oraz wyrównywaniu współistniejących zaburzeń gospodarki wodno-elektrolitowej. Lekami z wyboru są kortyzol oraz deksametazon. Jeśli mimo stosowania kortykosteroidów nie dochodzi do poprawy neurologicznej, wymagana jest pilna operacja. Zaleca się ją szczególnie w przypadku utrzymujących się zaburzeń świadomości i widzenia oraz uszkodzeń nerwów czaszkowych. Zabieg najczęściej przeprowadzany jest z dostępu przez kość klinową.

## Powikłania
Do powikłań udaru przysadki należą:
- krwotok śródczaszkowy,
- przetrwała niedoczynność przysadki,
- niedrożność tętnicy szyjnej wewnętrznej i następujące niedokrwienie mózgu[24],
- skurcz naczyń mózgowych[19],
- moczówka prosta[25].

## Rokowanie
Rokowanie w udarze przysadki zazwyczaj jest bardzo dobre, zależy ono od zajęcia nerwów wzrokowych i okoruchowych, wystąpienia krwawienia podpajęczynówkowego oraz podjęcia leczenia. Od czasu, jaki minął od wystąpienia udaru do operacji, zależy rokowanie co do szans na ustąpienie zaburzeń wzrokowych i układu nerwowego.